# Altavilla Irpina
Altavilla Irpina község (comune) Olaszország Campania régiójában, Avellino megyében.

## Fekvése
A megye északnyugati részén fekszik. Határai: Arpaise, Ceppaloni, Chianche, Grottolella, Petruro Irpino, Pietrastornina, Prata di Principato Ultra, Sant’Angelo a Scala és Tufo.

## Története
A település valószínűleg a Vergilius eposzában (Aeneis) említett Poetiliával azonos. A település nevét a normann Hauteville királyi család után kapta. Valószínűleg a longobárd időkben alapították (6-8. század). A 19. században nyerte el önállóságát, amikor a Nápolyi Királyságban felszámolták a feudalizmust.

## Népessége
A népesség számának alakulása:

## Fő látnivalók
- Palazzo Baronale
- Santissima Annunziata-templom
- Santa Maria Assunta-templom
- egykori kénbányák